# Telești
Telești is een Roemeense gemeente in het district Gorj.
Telești telt 2749 inwoners.